# Barran
Pour les articles homonymes, voir Barran (homonymie).
Barran (Barran en gascon) est une commune française située dans le département du Gers, en région Occitanie. Sur le plan historique et culturel, la commune est dans le Pays d'Auch, un territoire céréalier et viticole qui s'est également constitué en pays au sens aménagement du territoire en 2003.
Exposée à un climat océanique altéré, elle est drainée par la Baïse, l'Auloue, le Petit Rhône, le ruisseau de Monsourbé et par divers autres petits cours d'eau. La commune possède un patrimoine naturel remarquable composé de deux zones naturelles d'intérêt écologique, faunistique et floristique.
Barran est une commune rurale qui compte 673 habitants en 2022, après avoir connu un pic de population de 1 857 habitants en 1846.  Elle fait partie de l'aire d'attraction d'Auch. Ses habitants sont appelés les Barranais ou  Barranaises.
Le patrimoine architectural de la commune comprend cinq immeubles protégés au titre des monuments historiques : la maison Marty, classée en 1944, une maison (grenier-des-Évêques), inscrite en 1944, la maison Yence, inscrite en 1973, une maison Renaissance (mairie), inscrite en 1978, et une maison, inscrite et classée en 1978.

## Géographie

### Localisation
Barran est située sur la Baïse et l'ancienne route nationale 643, à 15 km au sud-ouest d'Auch.

### Communes limitrophes
Les communes limitrophes sont  Auch, Biran, L'Isle-de-Noé, Lasséran, Le Brouilh-Monbert, Mirannes, Ordan-Larroque et Saint-Jean-le-Comtal.
| Le Brouilh-Monbert | Biran         | Ordan-Larroque                 |
| Mirannes           | Barran        | Auch                           |
|                    | L'Isle-de-Noé | Lasséran, Saint-Jean-le-Comtal |

### Géologie et relief
Barran se situe en zone de sismicité 2 (sismicité faible).

### Hydrographie

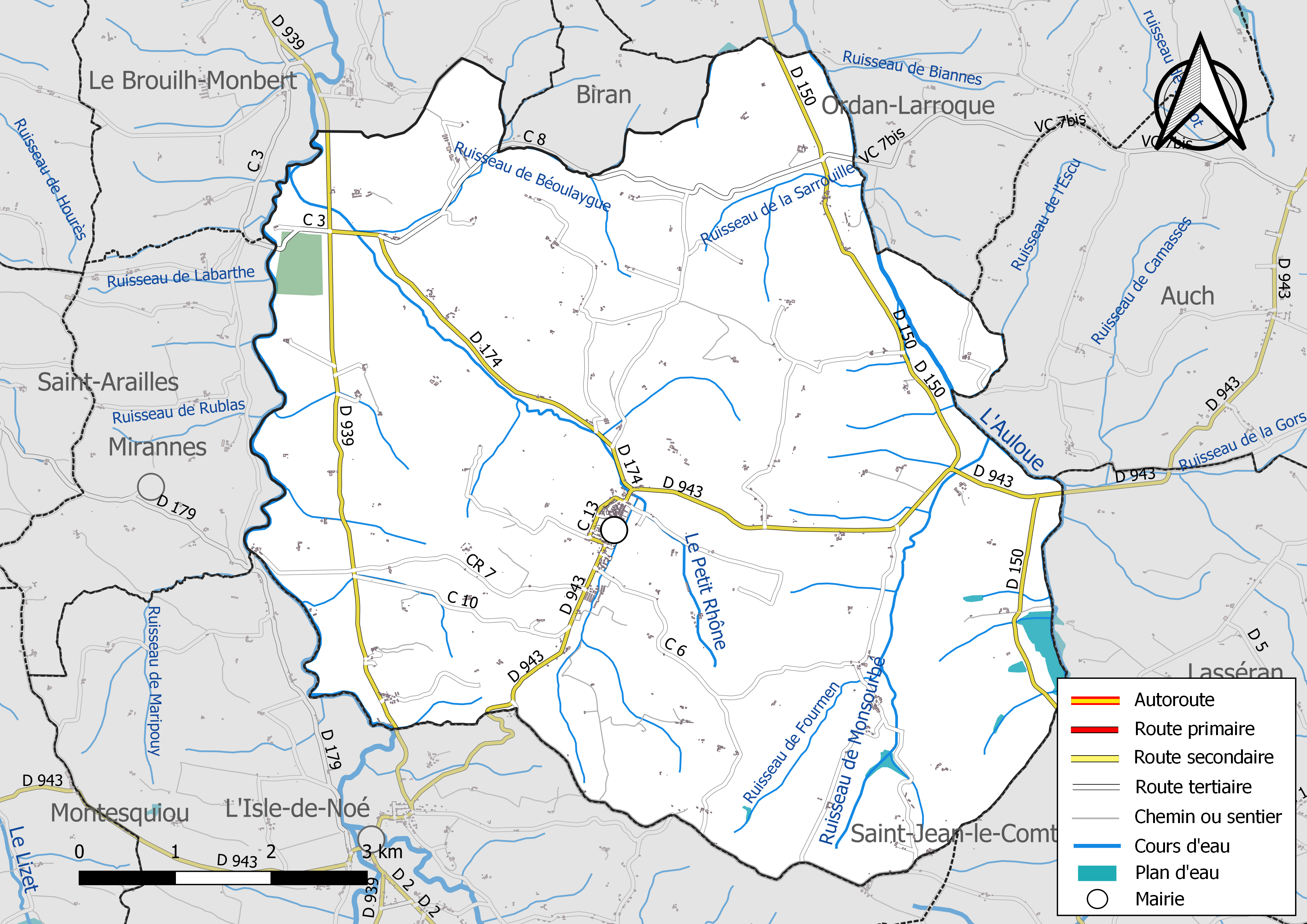
Réseaux hydrographique et routier de Barran.

La commune est dans le bassin de la Garonne, au sein du bassin hydrographique Adour-Garonne. Elle est drainée par la Baïse, l'Auloue, le Petit Rhône, le ruisseau de Monsourbé, le ruisseau de Béoulaygue, le ruisseau de Cocuron, le ruisseau de Fourmen, le ruisseau de Labarthe, le ruisseau de la Sarrouille, le ruisseau de Lasserrotte, le ruisseau de l'Escu, le ruisseau de Montchabreau, le ruisseau de Traouès et par divers petits cours d'eau, qui constituent un réseau hydrographique de 57 km de longueur totale,.
La Baïse, d'une longueur totale de 187,6 km, prend sa source dans la commune de Capvern et s'écoule vers le nord. Elle traverse la commune et se jette dans la Garonne à Saint-Léger, après avoir traversé 52 communes.
L'Auloue, d'une longueur totale de 45,4 km, prend sa source dans la commune de L'Isle-de-Noé et s'écoule vers le nord. Il traverse la commune et se jette dans la Baïse à Valence-sur-Baïse, après avoir traversé 16 communes.

### Climat
Pour des articles plus généraux, voir Climat de l'Occitanie et Climat du Gers.
En 2010, le climat de la commune est de type climat océanique altéré, selon une étude s'appuyant sur une série de données couvrant la période 1971-2000. En 2020, Météo-France publie une typologie des climats de la France métropolitaine dans laquelle la commune est toujours exposée à un climat océanique altéré et est dans la région climatique Aquitaine, Gascogne, caractérisée par une pluviométrie abondante au printemps, modérée en automne, un faible ensoleillement au printemps, un été chaud (19,5 °C), des vents faibles, des brouillards fréquents en automne et en hiver et des orages fréquents en été (15 à 20 jours).
Pour la période 1971-2000, la température annuelle moyenne est de 13 °C, avec une amplitude thermique annuelle de 15,4 °C. Le cumul annuel moyen de précipitations est de 805 mm, avec 9,8 jours de précipitations en janvier et 6,7 jours en juillet. Pour la période 1991-2020, la température moyenne annuelle observée sur la station météorologique la plus proche, située sur la commune d'Auch à 12 km à vol d'oiseau, est de 13,5 °C et le cumul annuel moyen de précipitations est de 695,8 mm,. Pour l'avenir, les paramètres climatiques de la commune estimés pour 2050 selon différents scénarios d'émission de gaz à effet de serre sont consultables sur un site dédié publié par Météo-France en novembre 2022.

### Milieux naturels et biodiversité

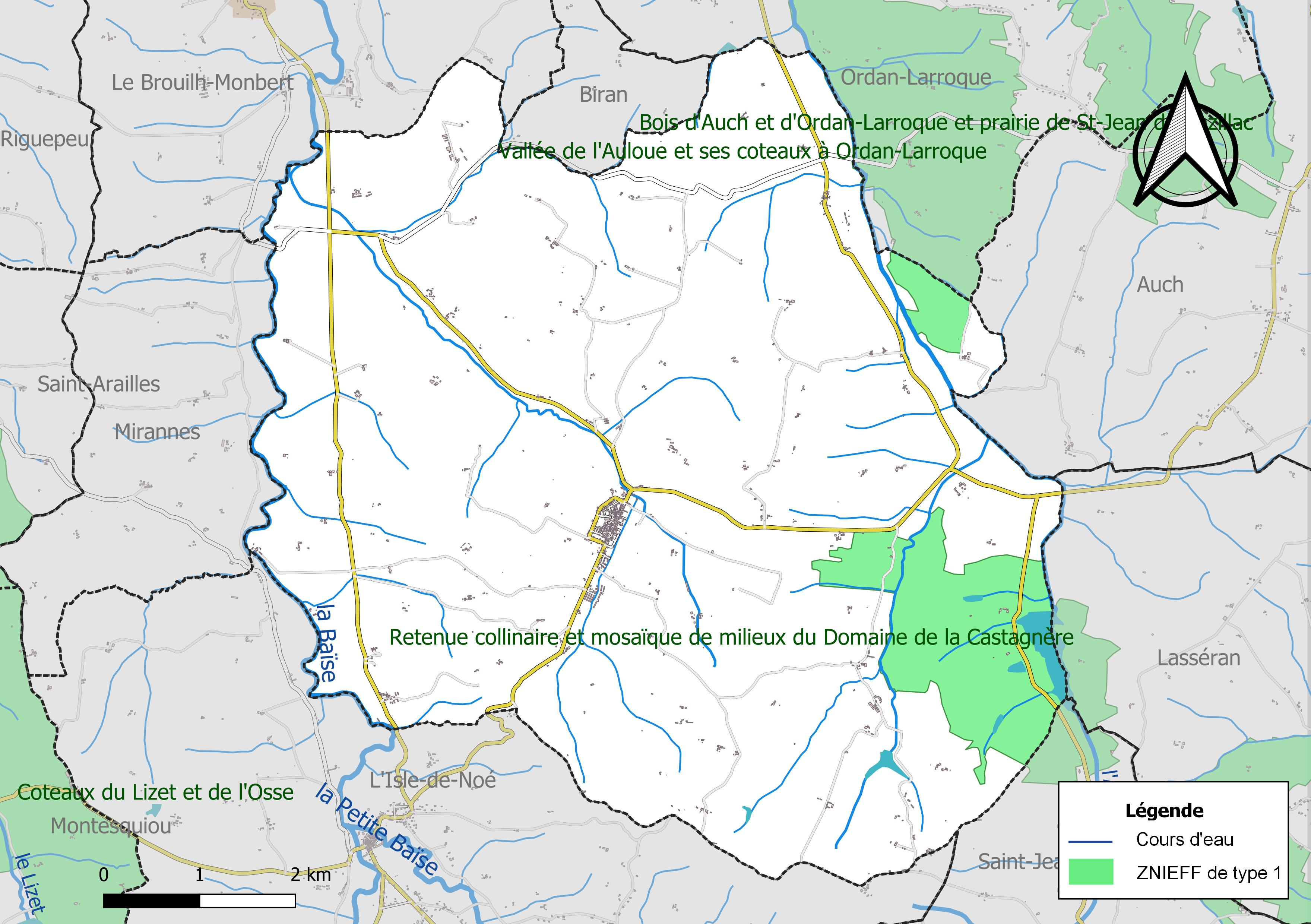
Carte des ZNIEFF de type 1 localisées sur la commune.

L’inventaire des zones naturelles d'intérêt écologique, faunistique et floristique (ZNIEFF) a pour objectif de réaliser une couverture des zones les plus intéressantes sur le plan écologique, essentiellement dans la perspective d’améliorer la connaissance du patrimoine naturel national et de fournir aux différents décideurs un outil d’aide à la prise en compte de l’environnement dans l’aménagement du territoire.
Deux ZNIEFF de type 1 sont recensées sur la commune :
la « retenue collinaire et mosaïque de milieux du domaine de la Castagnère » (464 ha), couvrant 3 communes du département, et 
la « vallée de l'Auloue et ses coteaux à Ordan-Larroque » (620 ha), couvrant 2 communes du département.

## Urbanisme

### Typologie
Au 1er janvier 2024, Barran est catégorisée commune rurale à habitat très dispersé, selon la nouvelle grille communale de densité à sept niveaux définie par l'Insee en 2022.
Elle est située hors unité urbaine. Par ailleurs la commune fait partie de l'aire d'attraction d'Auch, dont elle est une commune de la couronne,. Cette aire, qui regroupe 112 communes, est catégorisée dans les aires de 50 000 à moins de 200 000 habitants,.

### Occupation des sols
L'occupation des sols de la commune, telle qu'elle ressort de la base de données européenne d’occupation biophysique des sols Corine Land Cover (CLC), est marquée par l'importance des territoires agricoles (92,4 % en 2018), en diminution par rapport à 1990 (93,4 %). La répartition détaillée en 2018 est la suivante : 
terres arables (64,1 %), prairies (15,5 %), zones agricoles hétérogènes (12,9 %), forêts (6,6 %), zones urbanisées (0,6 %), eaux continentales (0,4 %). L'évolution de l’occupation des sols de la commune et de ses infrastructures peut être observée sur les différentes représentations cartographiques du territoire : la carte de Cassini (XVIIIe siècle), la carte d'état-major (1820-1866) et les cartes ou photos aériennes de l'IGN pour la période actuelle (1950 à aujourd'hui).

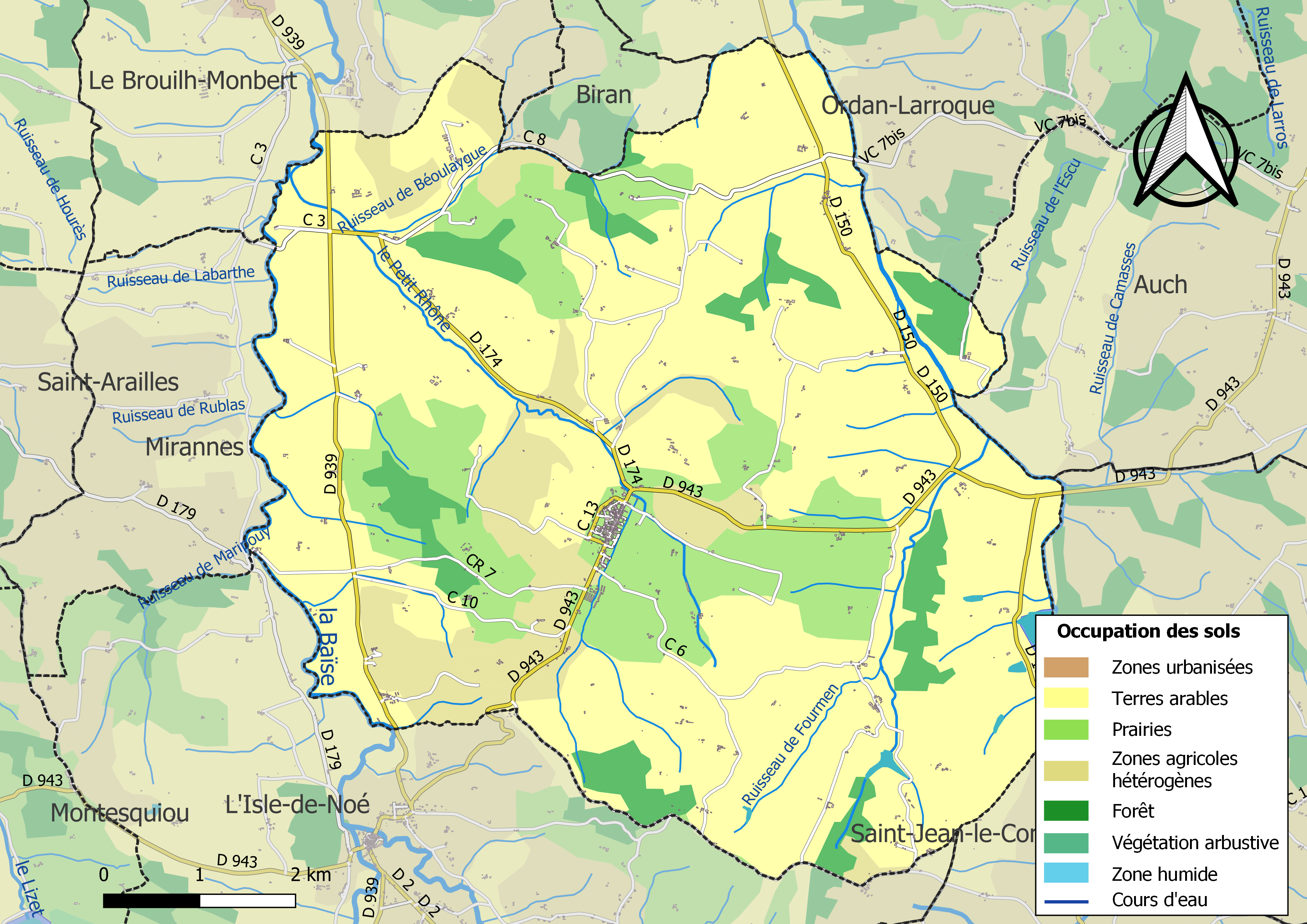
Carte des infrastructures et de l'occupation des sols de la commune en 2018 (CLC).

### Risques majeurs
Le territoire de la commune de Barran est vulnérable à différents aléas naturels : météorologiques (tempête, orage, neige, grand froid, canicule ou sécheresse), inondations et séisme (sismicité faible). Il est également exposé à un risque technologique,  le transport de matières dangereuses. Un site publié par le BRGM permet d'évaluer simplement et rapidement les risques d'un bien localisé soit par son adresse soit par le numéro de sa parcelle.

#### Risques naturels
Certaines parties du territoire communal sont susceptibles d’être affectées par le risque d’inondation par débordement de cours d'eau, notamment la Baïse et l'Auloue. La cartographie des zones inondables en ex-Midi-Pyrénées réalisée dans le cadre du XIe Contrat de plan État-région, visant à informer les citoyens et les décideurs sur le risque d’inondation, est accessible sur le site de la DREAL Occitanie. La commune a été reconnue en état de catastrophe naturelle au titre des dommages causés par les inondations et coulées de boue survenues en 1999 et 2009,.

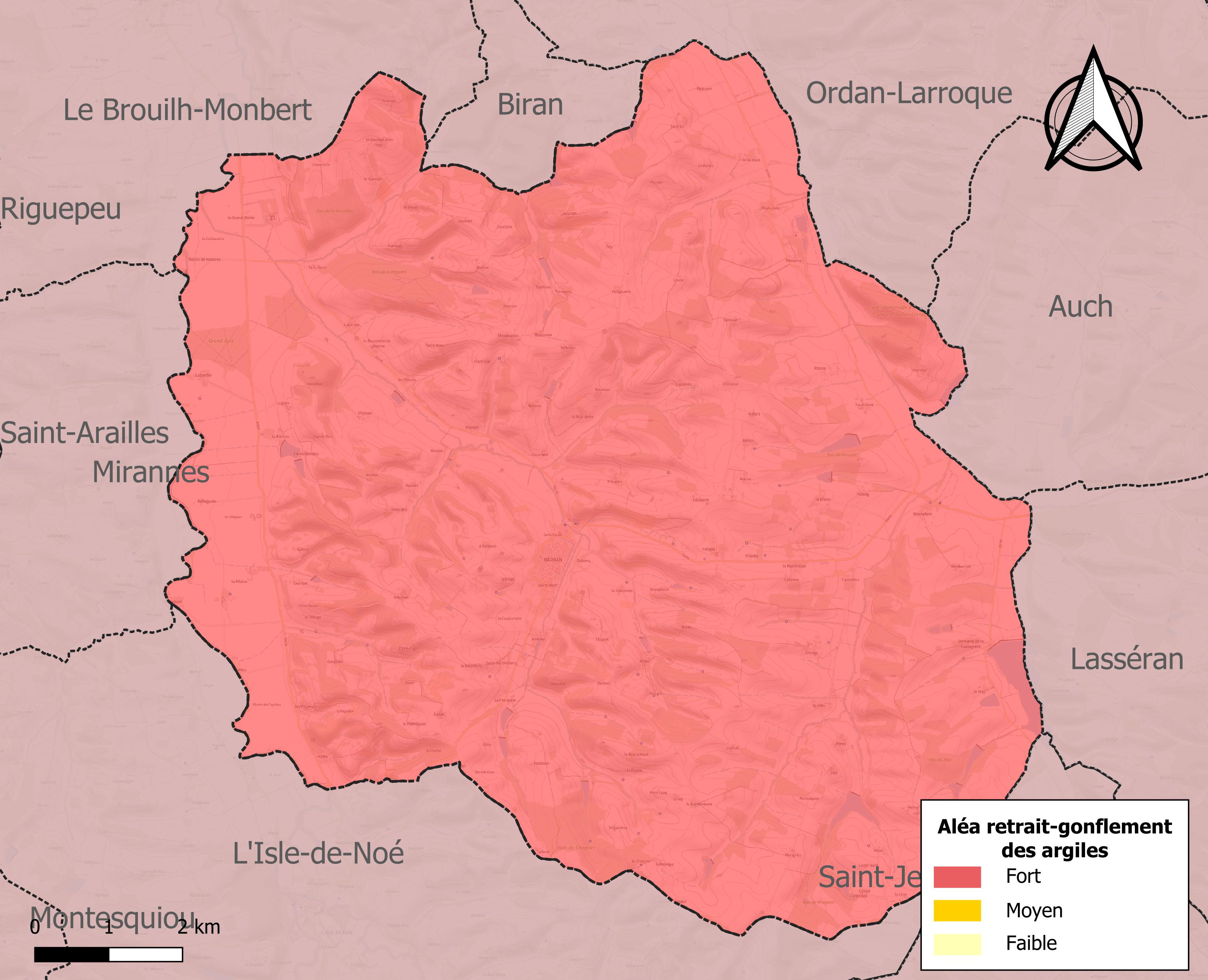
Carte des zones d'aléa retrait-gonflement des sols argileux de Barran.

Le retrait-gonflement des sols argileux est susceptible d'engendrer des dommages importants aux bâtiments en cas d’alternance de périodes de sécheresse et de pluie. La totalité de la commune est en aléa moyen ou fort (94,5 % au niveau départemental et 48,5 % au niveau national). Sur les 379 bâtiments dénombrés sur la commune en 2019, 379 sont en aléa moyen ou fort, soit 100 %, à comparer aux 93 % au niveau départemental et 54 % au niveau national. Une cartographie de l'exposition du territoire national au retrait gonflement des sols argileux est disponible sur le site du BRGM,.
Par ailleurs, afin de mieux appréhender le risque d’affaissement de terrain, l'inventaire national des cavités souterraines permet de localiser celles situées sur la commune.
Concernant les mouvements de terrains, la commune a été reconnue en état de catastrophe naturelle au titre des dommages causés par la sécheresse en 1989, 1993, 2011 et 2017 et par des mouvements de terrain en 1999.

#### Risques technologiques
Le risque de transport de matières dangereuses sur la commune est lié à sa traversée par des infrastructures routières ou ferroviaires importantes ou la présence d'une canalisation de transport d'hydrocarbures. Un accident se produisant sur de telles infrastructures est en effet susceptible d’avoir des effets graves au bâti ou aux personnes jusqu’à 350 m, selon la nature du matériau transporté. Des dispositions d’urbanisme peuvent être préconisées en conséquence.

## Histoire

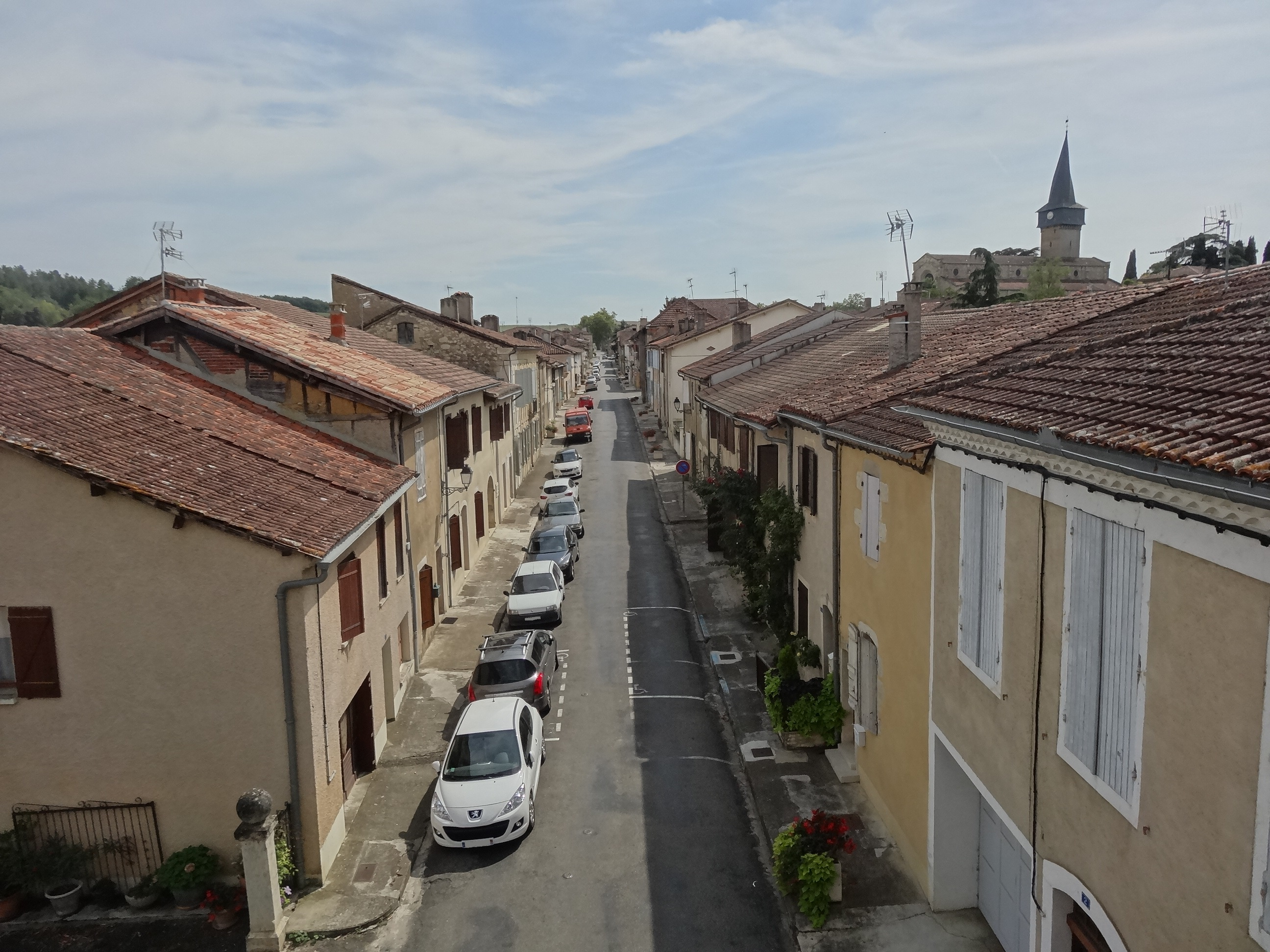
Barran vu depuis la porte de la ville.

Lieu de passage du pèlerinage de Saint-Jacques-de-Compostelle sur la via Tolosana, Barran est une bastide (village fortifié à plan quadrillé) fondée à la fin du XIIIe siècle (1279), à l'issue d'un paréage entre le comte d'Armagnac-Fézensac et l’archevêque d'Auch. Les coutumes sont de l'année suivante. La ville nouvelle vient s'enclencher dans un village préexistant, bourg ecclésial.
Barran fut très rapidement peuplée et au XVe siècle, outre l'équipement traditionnel, elle comporte une école municipale.
Elle abrita au Moyen Âge une petite communauté juive. Les archevêques d'Auch y installèrent leur résidence d'été au château de Mazères, qui servit d'hôpital militaire durant la Première Guerre mondiale.
Très meurtrie au XVIe siècle pendant les guerres de religion par les troupes protestantes de Montmorency, elle a toutefois pu conserver son plan orthogonal caractéristique des bastides, son église et d'importants éléments de fortification.

## Politique et administration

### Liste des maires

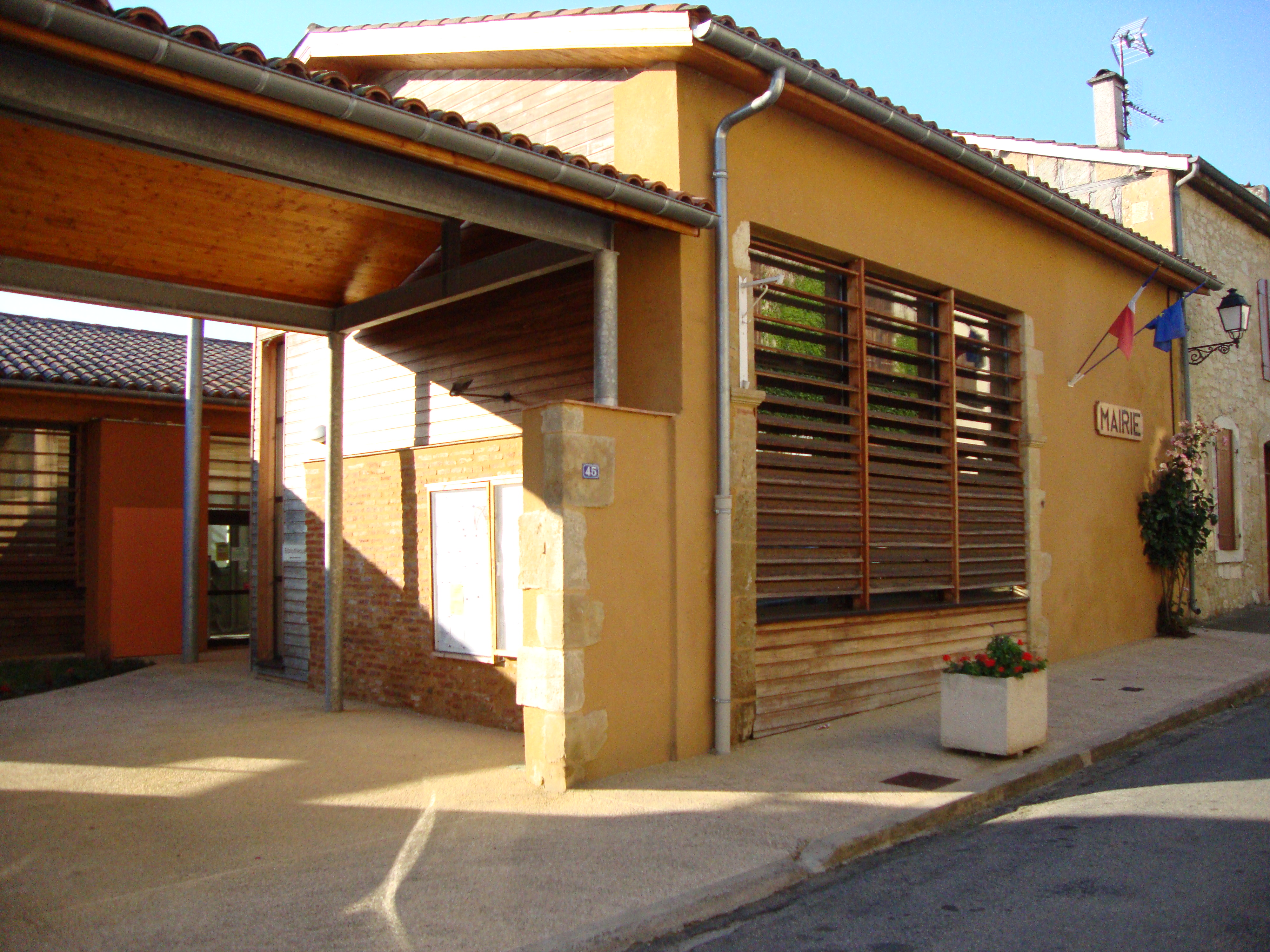
La mairie.

| Période                                  | Période  | Identité          | Étiquette | Qualité     |
| ---------------------------------------- | -------- | ----------------- | --------- | ----------- |
|                                          |          |                   |           |             |
| avant 1928                               | 1931     | M. Berges         |           |             |
| 1931                                     | 1957     | Gontrand Demandes |           |             |
| 1957                                     | 1971     | Gontrand Duffort  |           |             |
| 1971                                     | 1995     | Celse Lustri      |           |             |
| 1995                                     | 2001     | Camille Ducay     |           |             |
| 2001                                     | 2014     | Paul Fourès       | DVD       |             |
| 2014                                     | 2019     | Jean-Pierre Baqué | DVD       | Agriculteur |
| 2019                                     | En cours | Nicole Joullié    |           |             |
| Les données manquantes sont à compléter. |          |                   |           |             |

## Population et société

### Démographie
L'évolution du nombre d'habitants est connue à travers les recensements de la population effectués dans la commune depuis 1793. Pour les communes de moins de 10 000 habitants, une enquête de recensement portant sur toute la population est réalisée tous les cinq ans, les populations de référence des années intermédiaires étant quant à elles estimées par interpolation ou extrapolation. Pour la commune, le premier recensement exhaustif entrant dans le cadre du nouveau dispositif a été réalisé en 2008.

En 2022, la commune comptait 673 habitants, en évolution de −0,74 % par rapport à 2016 (Gers : +1,04 %, France hors Mayotte : +2,11 %).
| 1793  | 1800  | 1806  | 1821  | 1831  | 1841  | 1846  | 1851  | 1856  |
| ----- | ----- | ----- | ----- | ----- | ----- | ----- | ----- | ----- |
| 1 451 | 1 343 | 1 700 | 1 810 | 1 821 | 1 776 | 1 857 | 1 836 | 1 735 |

| 1861  | 1866  | 1872  | 1876  | 1881  | 1886  | 1891  | 1896  | 1901  |
| ----- | ----- | ----- | ----- | ----- | ----- | ----- | ----- | ----- |
| 1 613 | 1 575 | 1 565 | 1 543 | 1 560 | 1 510 | 1 514 | 1 239 | 1 135 |

| 1906  | 1911  | 1921 | 1926 | 1931 | 1936 | 1946 | 1954 | 1962 |
| ----- | ----- | ---- | ---- | ---- | ---- | ---- | ---- | ---- |
| 1 156 | 1 082 | 943  | 900  | 928  | 903  | 943  | 863  | 861  |

| 1968 | 1975 | 1982 | 1990 | 1999 | 2006 | 2008 | 2013 | 2018 |
| ---- | ---- | ---- | ---- | ---- | ---- | ---- | ---- | ---- |
| 801  | 660  | 653  | 618  | 671  | 712  | 724  | 666  | 667  |

| 2022 | - | - | - | - | - | - | - | - |
| ---- | - | - | - | - | - | - | - | - |
| 673  | - | - | - | - | - | - | - | - |

### Enseignement
Barran dispose d'une école primaire publique.

### Manifestations culturelles et festivités
- Fête : dernier dimanche d'août[32] ;
- Foire : 8 janvier[32].

## Économie

### Revenus
En 2018  (données Insee publiées en septembre 2021), la commune compte 306 ménages fiscaux, regroupant 674 personnes. La médiane du revenu disponible par unité de consommation est de 20 310 € (20 820 € dans le département).

### Emploi
|                | 2008  | 2013  | 2018  |
| -------------- | ----- | ----- | ----- |
| Commune        | 4,7 % | 4,6 % | 6,1 % |
| Département    | 6,1 % | 7,5 % | 8,2 % |
| France entière | 8,3 % | 10 %  | 10 %  |

En 2018, la population âgée de 15 à 64 ans s'élève à 393 personnes, parmi lesquelles on compte 83 % d'actifs (76,8 % ayant un emploi et 6,1 % de chômeurs) et 17 % d'inactifs,. Depuis 2008, le taux de chômage communal (au sens du recensement) des 15-64 ans est inférieur à celui de la France et du département.
La commune fait partie de la couronne de l'aire d'attraction d'Auch, du fait qu'au moins 15 % des actifs travaillent dans le pôle,. Elle compte 110 emplois en 2018, contre 99 en 2013 et 117 en 2008. Le nombre d'actifs ayant un emploi résidant dans la commune est de 303, soit un indicateur de concentration d'emploi de 36,3 % et un taux d'activité parmi les 15 ans ou plus de 57,8 %.
Sur ces 303 actifs de 15 ans ou plus ayant un emploi, 62 travaillent dans la commune, soit 21 % des habitants. Pour se rendre au travail, 89,4 % des habitants utilisent un véhicule personnel ou de fonction à quatre roues, 0,7 % les transports en commun, 3 % s'y rendent en deux-roues, à vélo ou à pied et 7 % n'ont pas besoin de transport (travail au domicile).

### Activités hors agriculture

#### Secteurs d'activités
47 établissements sont implantés  à Barran au 31 décembre 2019. Le tableau ci-dessous en détaille le nombre par secteur d'activité et compare les ratios avec ceux du département,.
| Secteur d'activité                                                                                        | Commune | Commune | Département |
| Secteur d'activité                                                                                        | Nombre  | %       | %           |
| --- | ------- | ------- | ----------- |
| Ensemble                                                                                                  | 47      |         |             |
| Industrie manufacturière, industries extractives et autres                                                | 6       | 12,8 %  | (12,3 %)    |
| Construction                                                                                              | 14      | 29,8 %  | (14,6 %)    |
| Commerce de gros et de détail, transports, hébergement et restauration                                    | 8       | 17 %    | (27,7 %)    |
| Activités financières et d'assurance                                                                      | 1       | 2,1 %   | (3,5 %)     |
| Activités immobilières                                                                                    | 3       | 6,4 %   | (5,2 %)     |
| Activités spécialisées, scientifiques et techniques et activités de services administratifs et de soutien | 6       | 12,8 %  | (14,4 %)    |
| Administration publique, enseignement, santé humaine et action sociale                                    | 6       | 12,8 %  | (12,3 %)    |
| Autres activités de services                                                                              | 3       | 6,4 %   | (8,3 %)     |

Le secteur de la construction est prépondérant sur la commune puisqu'il représente 29,8 % du nombre total d'établissements de la commune (14 sur les 47 entreprises implantées  à Barran), contre 14,6 % au niveau départemental.

#### Entreprises et commerces
Les deux entreprises ayant leur siège social sur le territoire communal qui génèrent le plus de chiffre d'affaires en 2020 sont : 
- Mathieu Baro, travaux d'installation d'eau et de gaz en tous locaux (82 k€)
- Balilu, location de logements (22 k€)

### Agriculture
La commune est dans le « Haut-Armagnac », une petite région agricole occupant le centre du département du Gers. En 2020, l'orientation technico-économique de l'agriculture  sur la commune est la polyculture et/ou le polyélevage.
|               | 1988  | 2000  | 2010  | 2020  |
| ------------- | ----- | ----- | ----- | ----- |
| Exploitations | 80    | 51    | 44    | 47    |
| SAU (ha)      | 4 106 | 3 964 | 3 749 | 3 986 |

Le nombre d'exploitations agricoles en activité et ayant leur siège dans la commune est passé de 80 lors du recensement agricole de 1988  à 51 en 2000 puis à 44 en 2010 et enfin à 47 en 2020, soit une baisse de 41 % en 32 ans. Le même mouvement est observé à l'échelle du département qui a perdu pendant cette période 51 % de ses exploitations,. La surface agricole utilisée sur la commune a également diminué, passant de 4 106 ha en 1988 à 3 986 ha en 2020. Parallèlement la surface agricole utilisée moyenne par exploitation a augmenté, passant de 51 à 85 ha.

### Entreprises et commerces
Le village, dont l'économie avait toujours reposé sur l'agriculture, subit de plein fouet l'exode rural au XXe siècle. Mais la baisse de la population, qui s'est encore accentuée après la Seconde Guerre mondiale, semble aujourd'hui enrayée grâce à l'installation de nouveaux habitants dans la commune, qui bénéficie aujourd'hui de sa proximité avec le chef-lieu Auch (15 km). Le village a ainsi pu conserver son école (primaire et maternelle), ses services privés (médecin, coiffeur) et ses commerces (épicerie, quincaillerie, bar-restaurant - actuellement fermé) essentiels.

## Culture locale et patrimoine

### Lieux et monuments

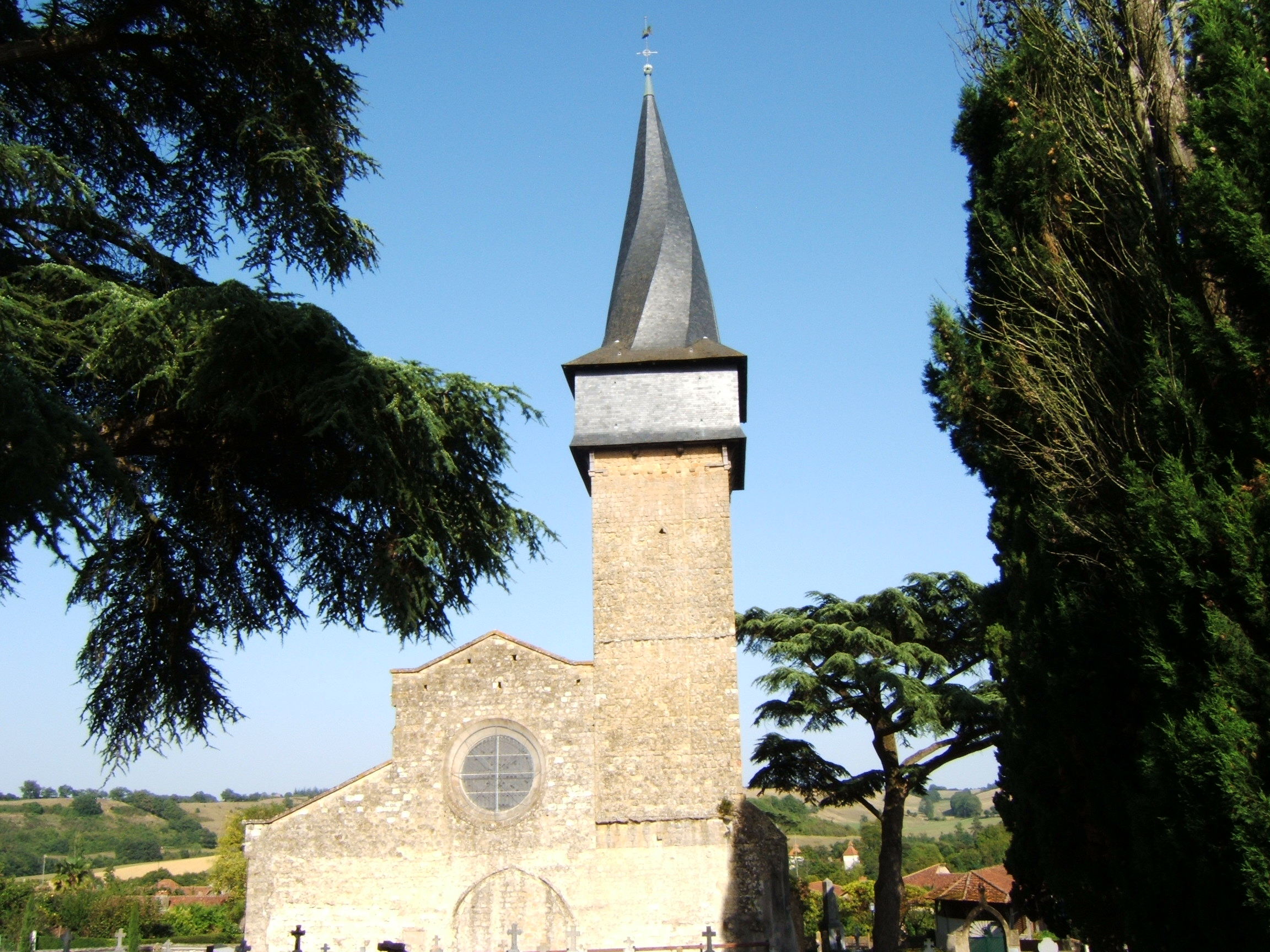
L'église Saint-Jean-Baptiste.

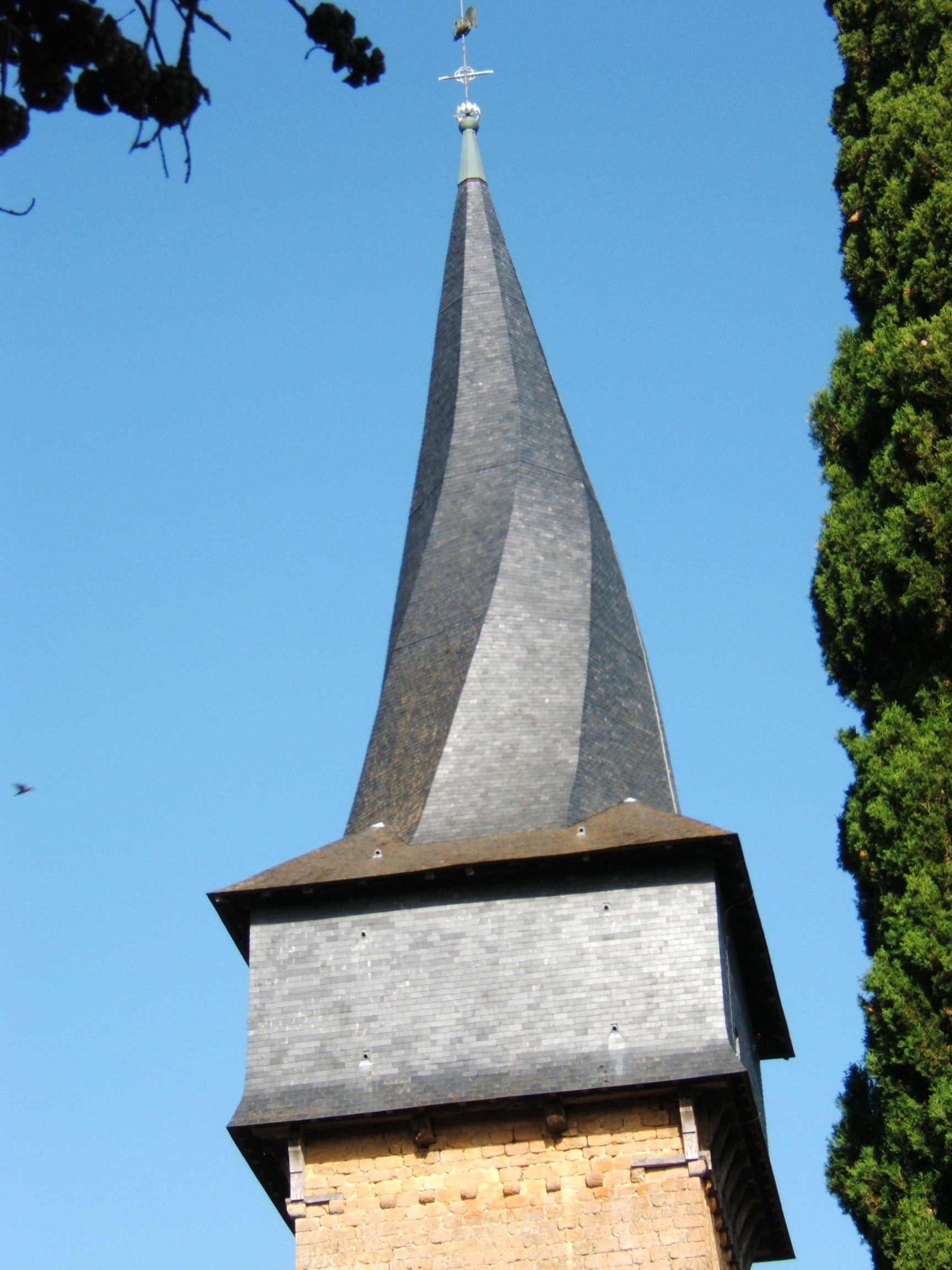
Le clocher de l'église.

- L'église Saint-Jean-Baptiste, datant du XIVe siècle[38] (son clocher et le pignon qui lui est accolé sont  Classé MH (1944))[38], fut reconstruite vers 1569, puis elle subit des modifications importantes au XIXe siècle. Elle possède un clocher tors qui se compose d'une tour carrée dont le dernier étage, débordant, est recouvert d'ardoises. Il est surmonté d'une pyramide à base carrée puis d'une flèche octogonale de 50 mètres, aussi recouverte d'ardoises dont la partie inférieure tourne de gauche à droite, de 1/8e de tour. En 1971, le clocher dont la torsion s'était accentuée avec le temps, allant jusqu'à la cassure, fut réparé par les Compagnons de Saint-Sylvain d'Anjou, qui pensent que la flèche était tordue dès l'origine. La tradition orale veut que sa forme insolite soit due à l'action des vents.
- L'église Saint-Pierre de la Castagnère datant du XIIe siècle[39]. L'édifice est inscrit à l'inventaire des monuments historiques depuis 1978[39]. Une cloche en bronze datant du XVe siècle est inscrit à l'inventaire des monuments historiques depuis 2004[40].
- Le château de Mazères ( Classé MH (1981)), ancienne résidence des archevêques d'Auch.
- La tour porte est un élément bien conservé des anciennes fortifications entourant la ville. Elle est précédée d'un pont avec une arche en arc brisé cantonné de parapets à deux niveaux. À l'origine, la chaussée du pont était en bois et pouvait se replier pour se loger dans la rainure des parapets flanquant la porte. Le fossé, à cet endroit, est toujours visible. La tour porte est un carré de 7 m de côté et de 10 m de haut, couronnée à l'origine de créneaux remplacés depuis par une génoise.
- Le château remanié de Nux. Ancienne « salle gasconne » du XIIIe, XIVe, transformée au XVIe et surtout au XIXe dans un parc aménagé sous le Second Empire. Jean Pierre de Nux[41], seigneur d'Ardens et lieutenant au Rgt de Navarre Infanterie, vendit la salle de Nux le 4 avril 1769 et la métairie de Petroche à Jean Marie Courtade, conseiller du sénéchal d'Auch.
- Pont de Mazères (XVIe siècle), qui relie les deux rives de la Baïse à proximité du château.
- Le carré militaire du cimetière, où furent inhumés les soldats décédés des suites de leurs blessures au château de Mazères. Les restes de cinq soldats musulmans y reposent, dont les tombes sont tournées vers La Mecque.
- Le château du May.

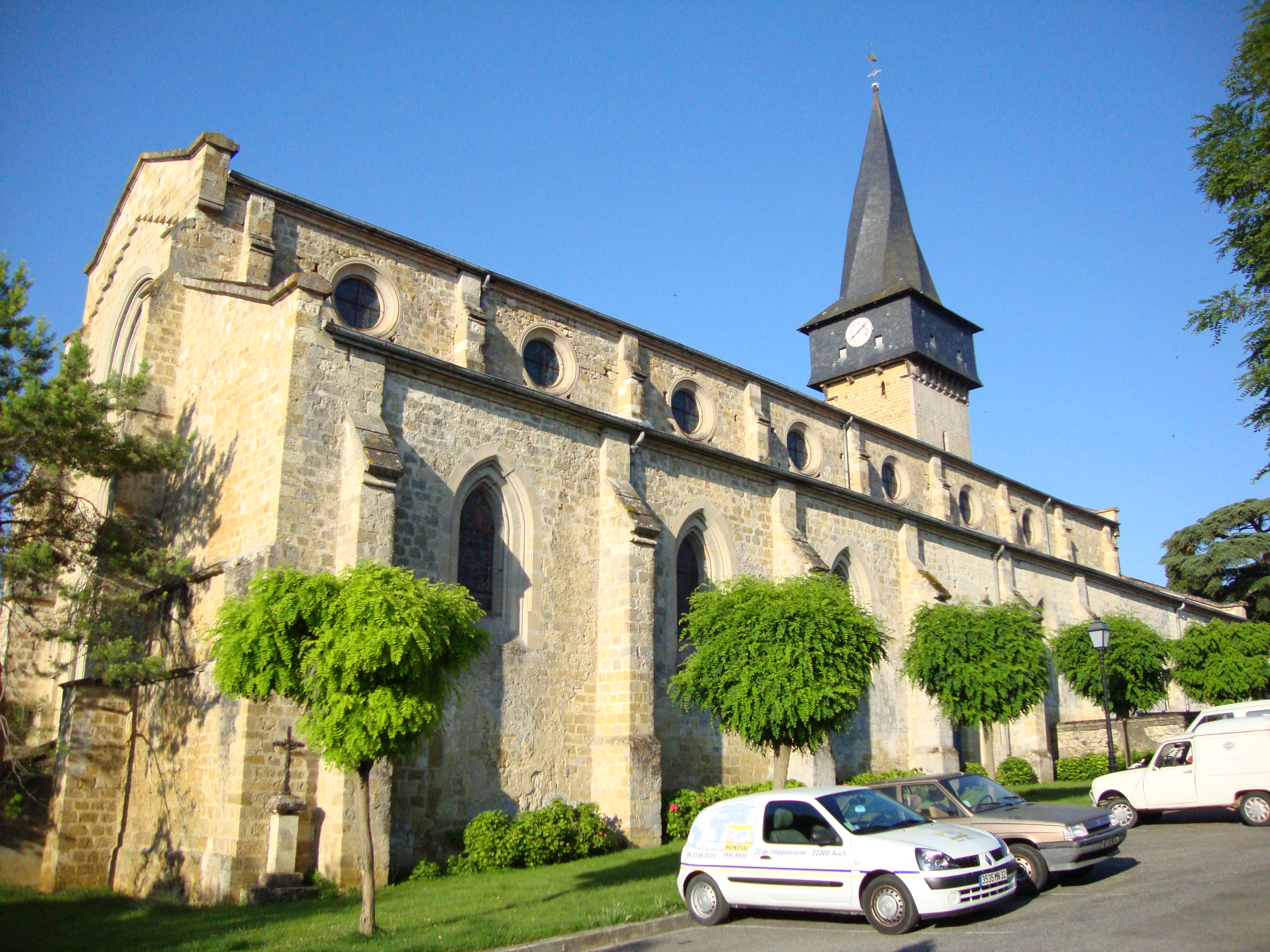
La collégiale Saint-Jean-Baptiste.
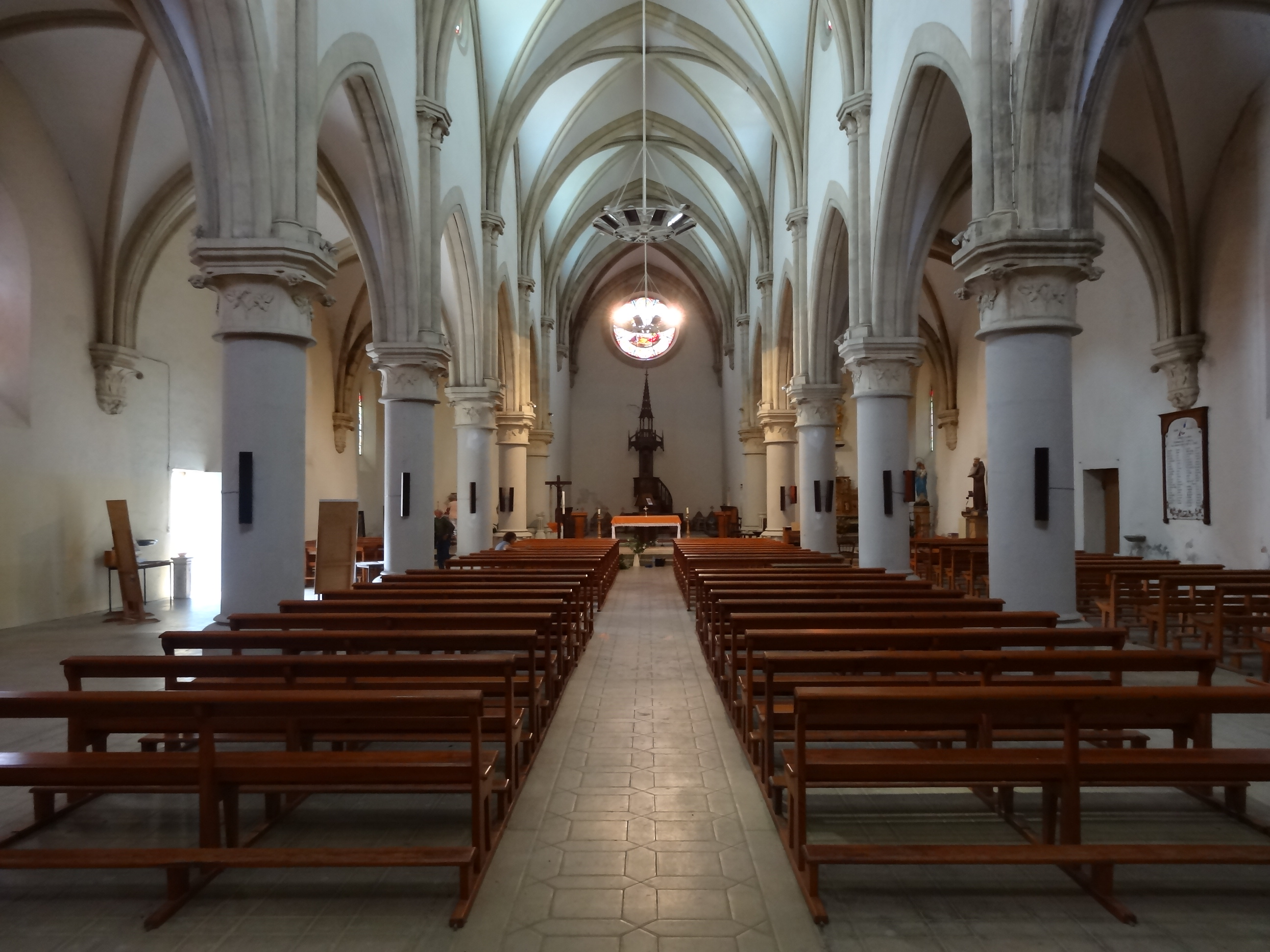
L'intérieur de la collégiale.
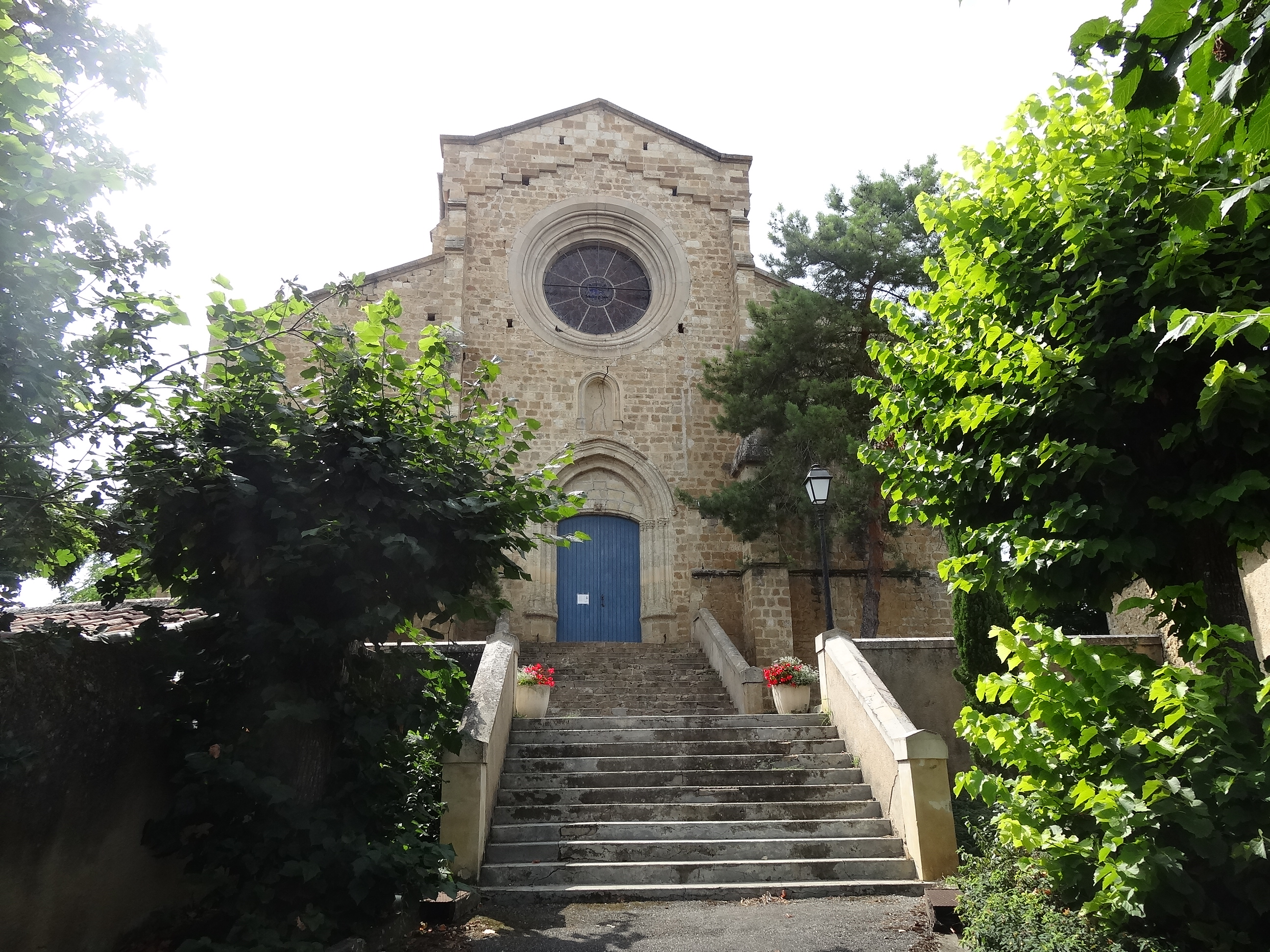
L'arrière de la collégiale.
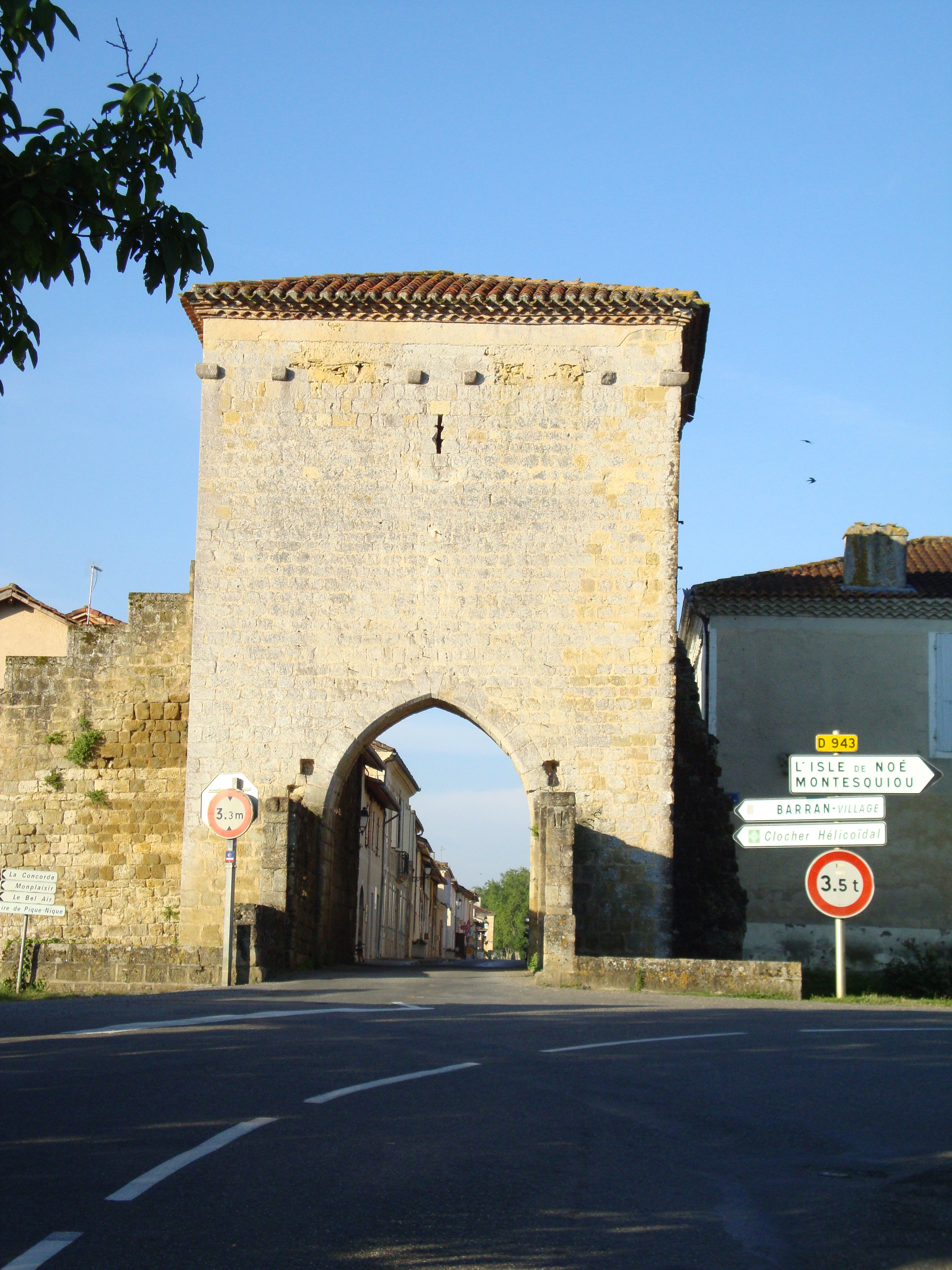
Porte de la ville.
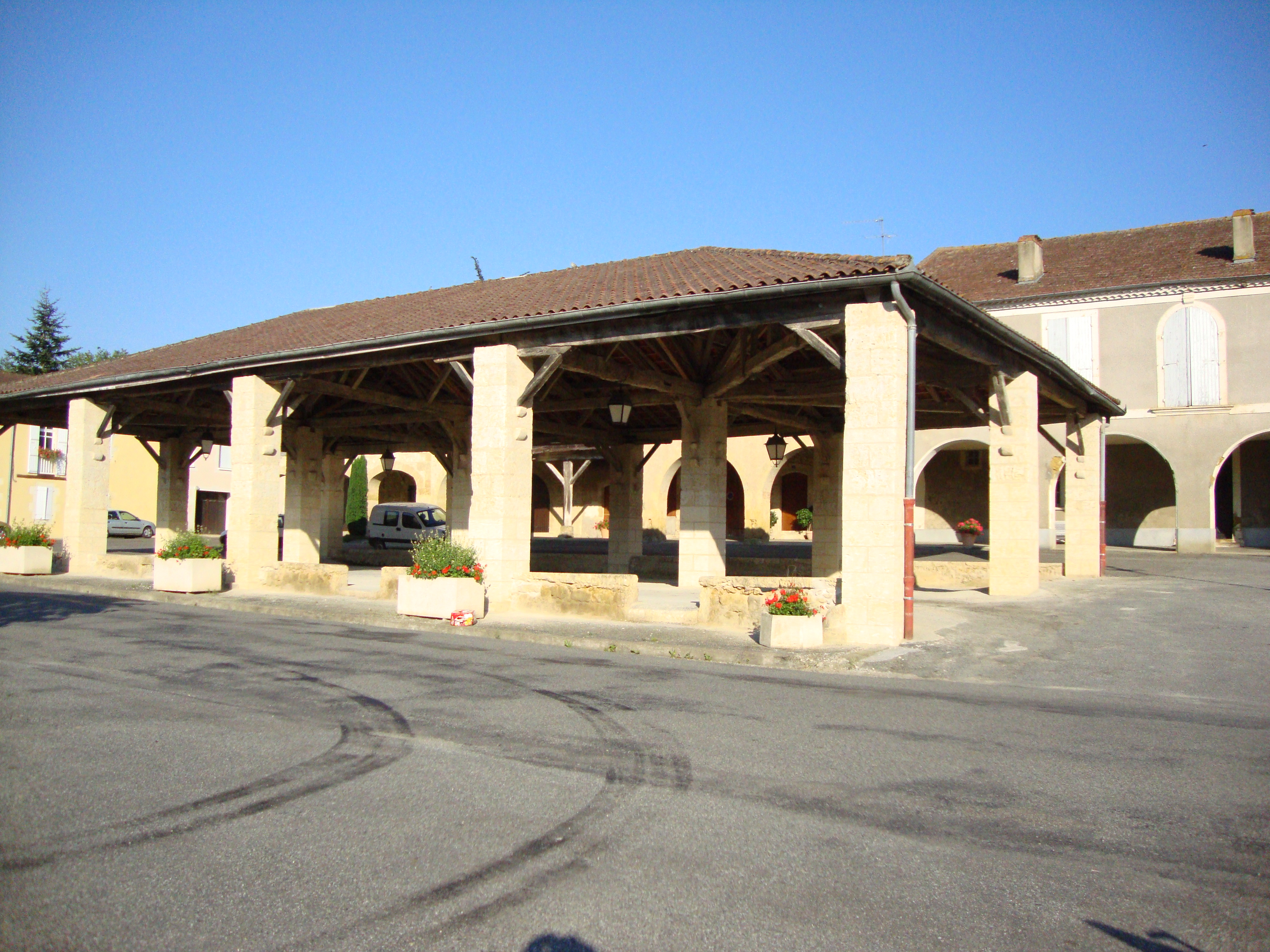
Les halles.
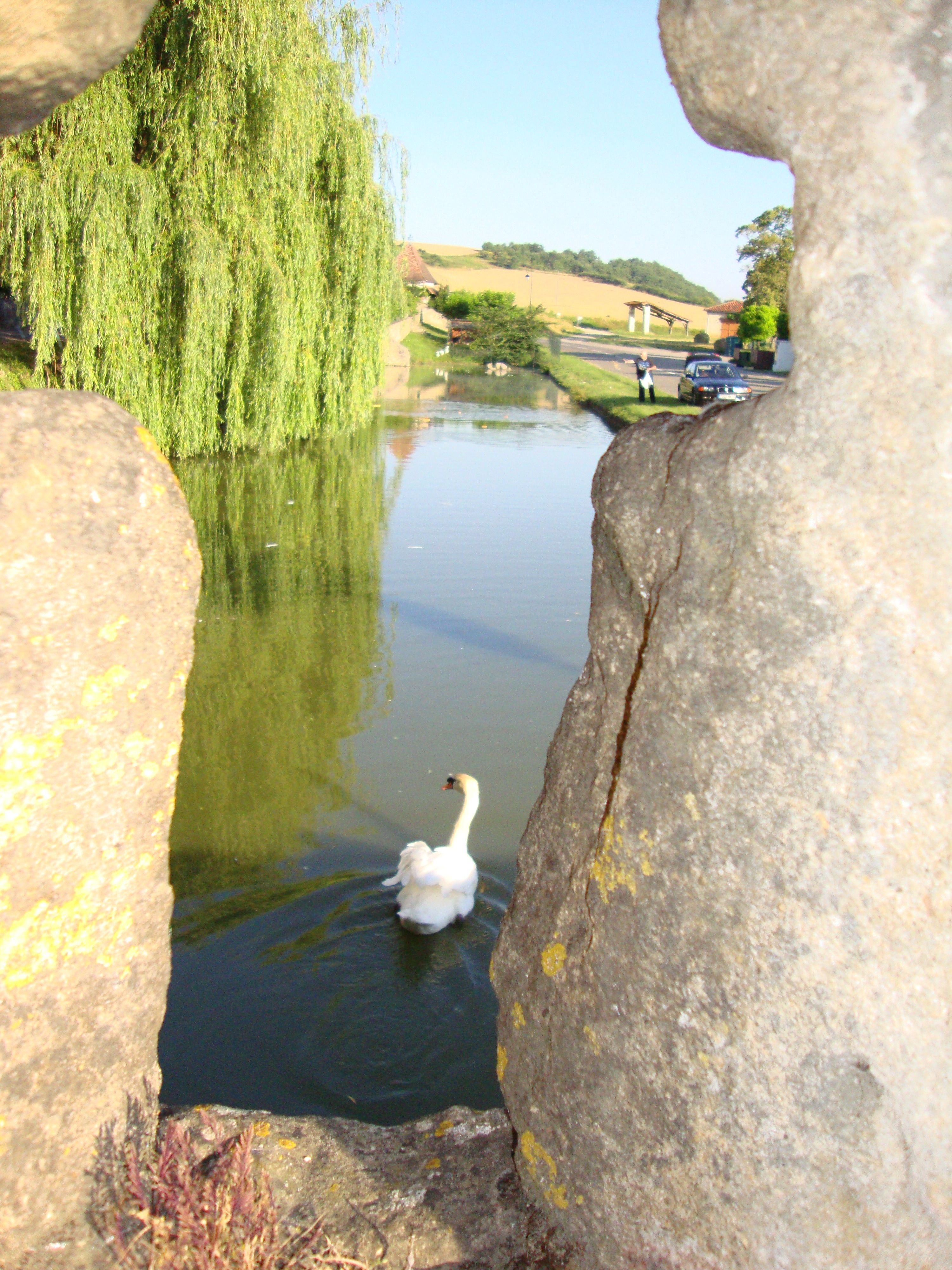
Les douves vues à travers une meurtrière.
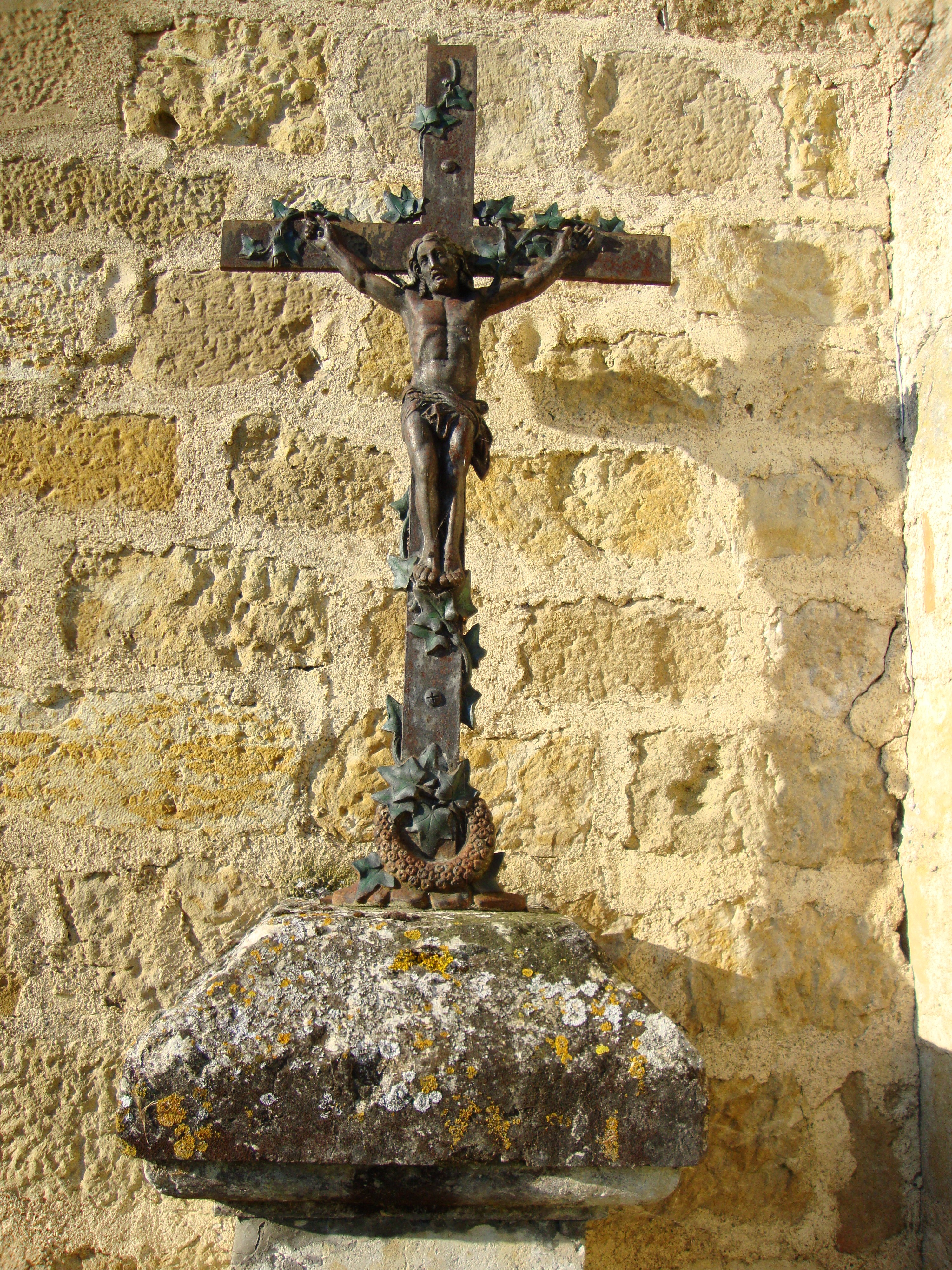
Croix de chemin.
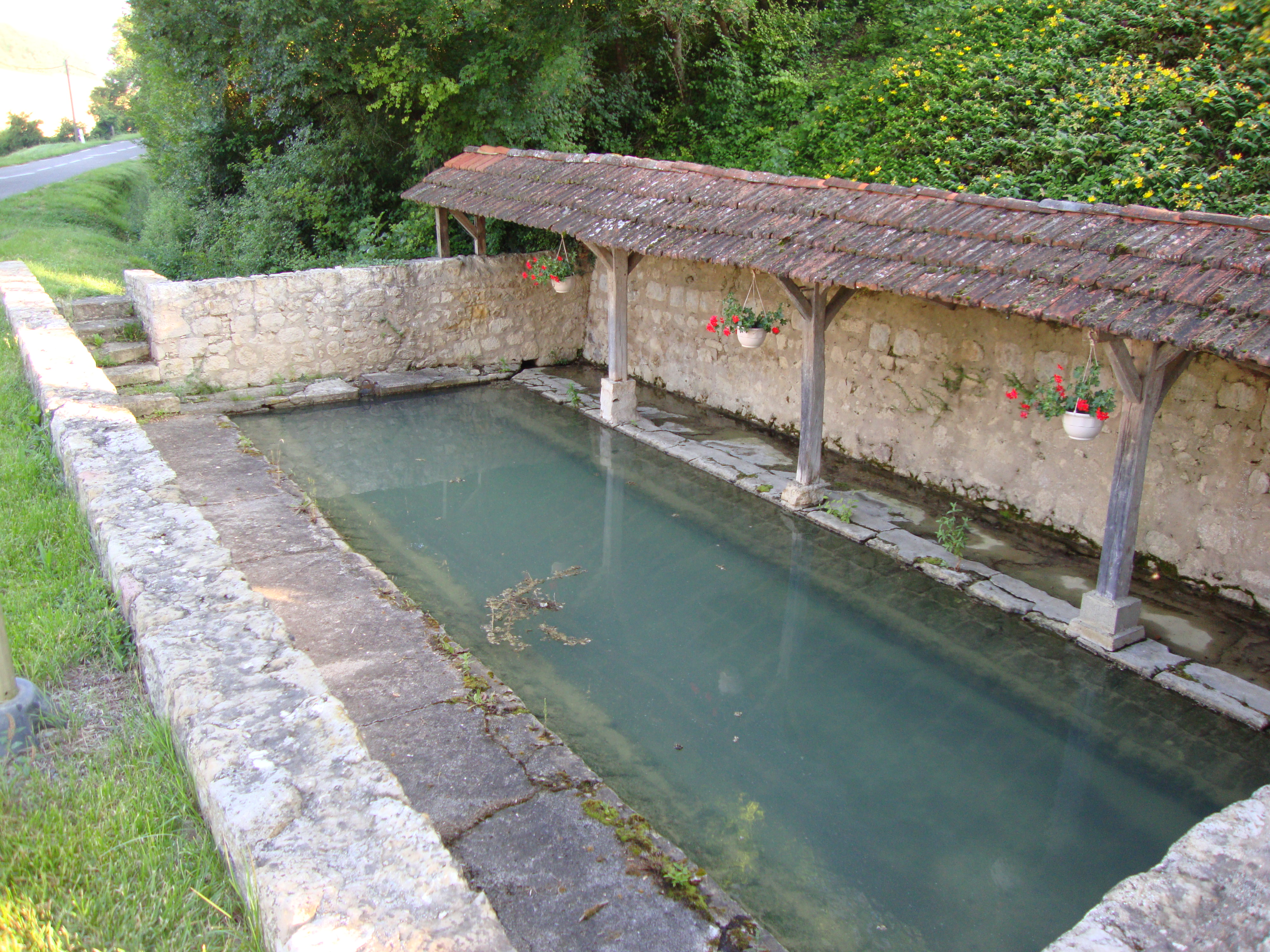
Lavoir.

### Personnalités liées à la commune
- Jean-Justin Monlezun (1800-1859) : prêtre ayant servi à Barran.

### Héraldique
| Blason | Blasonnement : Barré d'hermine et de gueules de huit pièces. |